# Terapon jarbua
Terapon jarbua е вид бодлоперка от семейство Terapontidae. Видът не е застрашен от изчезване.

## Разпространение и местообитание
Разпространен е в Австралия, Бангладеш, Виетнам, Индия, Индонезия, Камбоджа, Мадагаскар, Мианмар, Тайланд, Шри Ланка, Южна Африка и Япония.
Обитава крайбрежията на сладководни и полусолени басейни, морета, заливи, лагуни и реки. Среща се на дълбочина от 0,1 до 247 m, при температура на водата от 20,4 до 29,3 °C и соленост 30,2 – 37,8 ‰.

## Описание
На дължина достигат до 36 cm.